# Jack Cowan
John „Jack“ Lawrence Cowan (* 6. Juni 1927 in Vancouver, Kanada; † 10. Dezember 2000) war ein kanadischer Fußballspieler.

## Karriere
Jack Cowan studierte Ingenieurwissenschaften in seiner Geburtsstadt Vancouver an der University of British Columbia. Er arbeitete nach Beendigung des Studiums als Elektroingenieur beim kanadischen Energieunternehmen BC Hydro. Zwischen 1949 und 1954 spielte er als Fußballspieler in Schottland beim FC Dundee, und nach seiner Rückkehr nach Kanada für die Vancouver Halecos. Im Jahr 1957 wurde er in den Kader der Kanadischen Nationalmannschaft für die Qualifikationsspiele für die Weltmeisterschaft 1958 berufen, lehnte aber ab in der Auswahl zu spielen.
Cowan beendete seine Laufbahn als Fußballspieler im Alter von 29 Jahren, um sich auf seine Karriere als Ingenieur zu konzentrieren.
Er starb am 10. Dezember 2000 im Alter von 73 Jahren. Im selben Jahr war er in die Canadian Soccer Hall of Fame aufgenommen worden.